# Kurt Kasznar
Kurt Kasznar est un acteur américain d'origine autrichienne, né le 13 août 1913 à Vienne (Autriche) et mort le 6 août 1979 à Santa Monica (Californie).

## Filmographie

### Au cinéma
- 1924 : Le Roi du cirque (Max, der Zirkuskönig) d'Édouard-Émile Violet et Max Linder
- 1952 : Miracle à Tunis (The Light Touch) : Mr Aramescu
- 1952 : Tout peut arriver (Anything Can Happen) : Nuri Bey
- 1952 : Talk About a Stranger : Dr Paul Mahler, alias Matlock
- 1952 : Les Rois de la couture (Lovely to Look at) : Max Fogelsby
- 1952 : La Ruelle du péché (Glory Alley) : Gus 'le juge' Evans
- 1952 : Sacré Printemps (The Happy Time) de Richard Fleischer : l'oncle Louis
- 1952 : Les Ensorcelés (The Bad and the Beautiful) de Vincente Minnelli
- 1953 : Lili : Jacquot
- 1953 : Sombrero : Père Zacaya
- 1953 : Vaquero (Ride, Vaquero!) : Père Antonio
- 1953 : La Perle noire (All the Brothers Were Valiant) : Quint
- 1953 : Embrasse-moi, chérie (Kiss Me Kate) de George Sidney : Baptista
- 1953 : The Great Diamond Robbery : Oncle Tony
- 1954 : Donnez-lui une chance (Give a Girl a Break) : Leo Belney
- 1954 : La Vallée des rois (Valley of the Kings) de Robert Pirosh : Hamed Backhour
- 1954 : La Dernière Fois que j'ai vu Paris (The Last Time I Saw Paris) : Maurice
- 1955 : L'Enfer de Diên Biên Phu : Capitaine Jean Callaux
- 1955 : Ma sœur est du tonnerre (My Sister Eileen) : 'Papa' Appopolous
- 1956 : La Femme du hasard (Flame of the Islands) : Cyril Mace
- 1956 : Quadrille d'amour (Anything Goes) de Robert Lewis : Victor Lawrence
- 1957 : L'Adieu aux armes (A Farewell to Arms) : Bonello
- 1957 : Legend of the Lost : Prefect Dukas
- 1958 : Les soldats ne sont pas de bois (Helden) de Franz Peter Wirth : Petkoff
- 1958 : Le Labyrinthe de l'amour (Frauensee) de Rudolf Jugert : Nathanael Dobbs
- 1959 : Le Voyage (The Journey) : Csepege
- 1959 : La Fille de Capri (For the First Time) de Rudolph Maté : Ladislas Tabory
- 1963 : Les 55 Jours de Pékin (55 Days at Peking) de Nicholas Ray, Andrew Marton et Guy Green: Baron Sergei Ivanoff
- 1967 : Casino Royale de John Huston, Val Guest, Kenneth Hughes, Joseph McGrath et Robert Parrish: Smernov
- 1967 : The King's Pirate : Zucco
- 1967 : The Perils of Pauline : Consul Général
- 1967 : Matt Helm traqué (The Ambushers) : Quintana

### À la télévision
- 1959 : Thieves' Carnival : Peterbono
- 1961 : Waiting for Godot : Pozzo
- 1967 : Code Name: Heraclitus : Constantine
- 1967 : Des agents très spéciaux (série télévisée)
- 1967 : Androcles and the Lion : Gladiator's Manager
- 1968 : The Smugglers : Willi Raben
- 1968 : Au pays des géants ("Land of the Giants") (série TV) : Alexander Fitzhugh
- 1970 : Le Virginien saison 9 épisode 07 (Crooked corner) : August Hansch
- 1971 : Once Upon a Dead Man : Edmond Corday
- 1972 : The Snoop Sisters : Alexander Scalamdri
- 1974 : Cyrano : Ragueneau (voix)
- 1977 : Wonder Woman (série télévisée)
- 1978 : Suddenly, Love : Dr Luria

## Voix françaises
Certaines voix n'ont pas encore été identifiées.
En France
- 1952 : Miracle à Tunis : Emile Duard
- 1953 : Vaquero : Richard Francoeur
- 1953 : La Perle noire : Bernard Blier
- 1955 : Ma sœur est du tonnerre : Serge Nadaud
- 1957 : L'Adieu aux armes : Fernand Rauzéna
- 1963 : Les 55 Jours de Pékin : Jean-Paul Moulinot
- 1967 : Casino Royale : Charles Millot
- 1967 : Matt Helm traqué : Albert Medina

Au Québec
- 1968 : Au pays des géants : Jean-Claude Robillard